# Cromosoma 22
El cromosoma 22 és un dels 23 parells de cromosomes humà.
El cromosoma 22 és el segon cromosoma més petit pel que fa a l'home, compost pel voltant de 49 milions de parelles de bases, representa entre l'1,5 i el 2% del total de l'ADN.
El 1999 es va completar la seva seqüència, sent el primer cromosoma humà en completar-se.

## Malalties i alteracions
Les següents són algunes de les malalties relacionades amb el cromosoma 22:
- Esclerosi lateral amiotròfica
- Càncer de mama
- Síndrome de deleció 22q11.2
- Síndrome deleció 22q13 o síndrome de Phelan-McDermid
- Síndrome de Li-Fraumeni
- Neurofibromatosi tipus 2
- Síndrome de Rubinstein-Taybi
- Síndrome de Waardenburg
- Autisme, pot estar relacionat amb una mutació del 22q13 (gen SHANK3)
- Metahemoglobinèmia
- Sarcoma d'Ewing
- Esquizofrènia
- Síndrome d'encefalopatia mitocondrial neurogastrointestinal (gen TYMP)